# Rambutanura hunanensis
Rambutanura hunanensis — вид колембол родини неанурид (Neanuridae). Описаний у 2018 році.

## Етимологія
Родова назва Rambutanura показує, що комаха схожа на плід рамбутана. Видова назва R. hunanensis дана по типовому місцезнаходженню — провінції Хунань.

## Поширення
Ендемік Китаю. Найпівнічніший представник роду. Виявлений у провінції Хунань.

## Опис
Комаха яскраво-червоного кольору. Тіло вкрите горбиками, що надає комасі схожість з ягодою малини.